# Gignoux-Haus

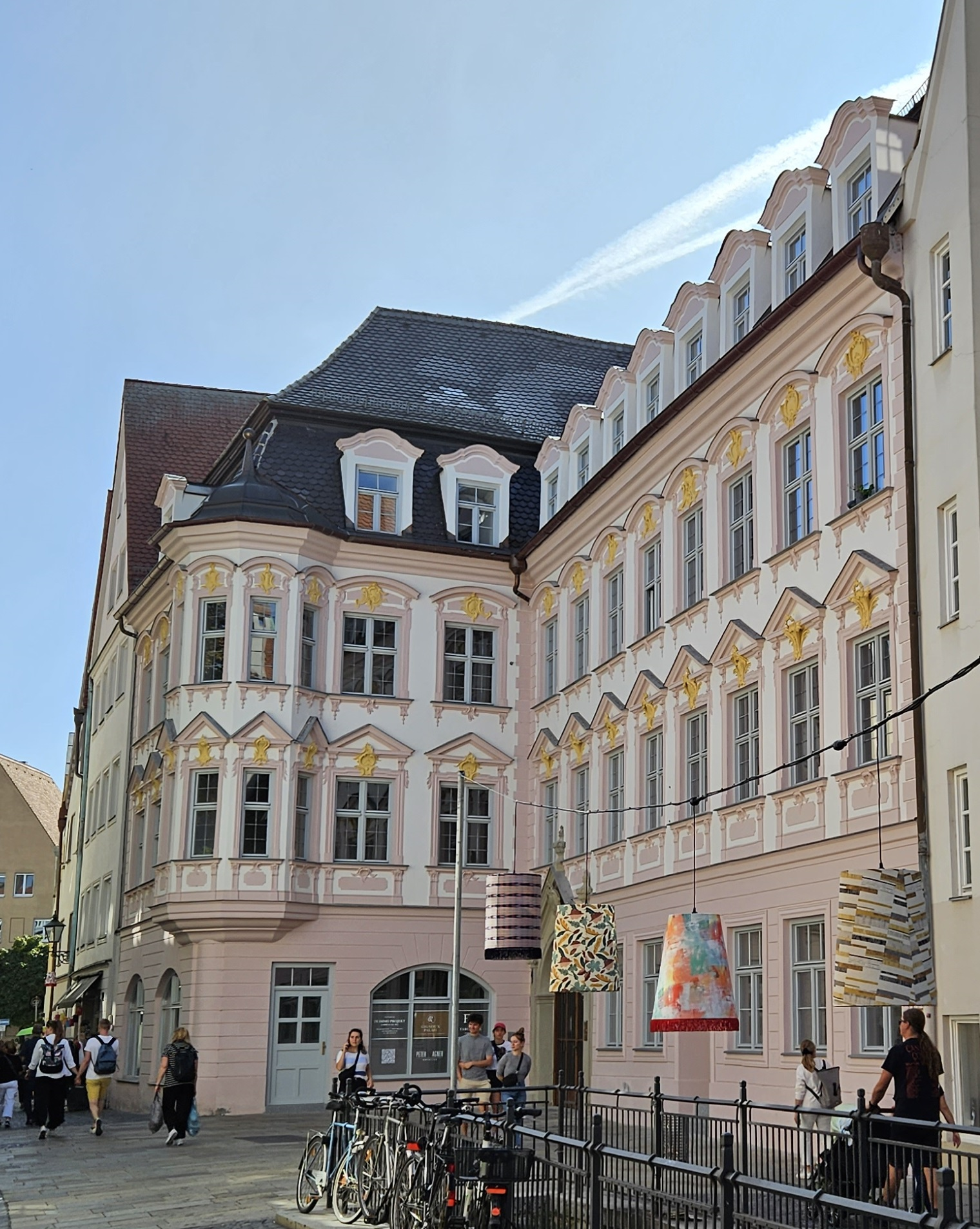
Gignoux-Haus nach Fertigstellung der Sanierung 2023

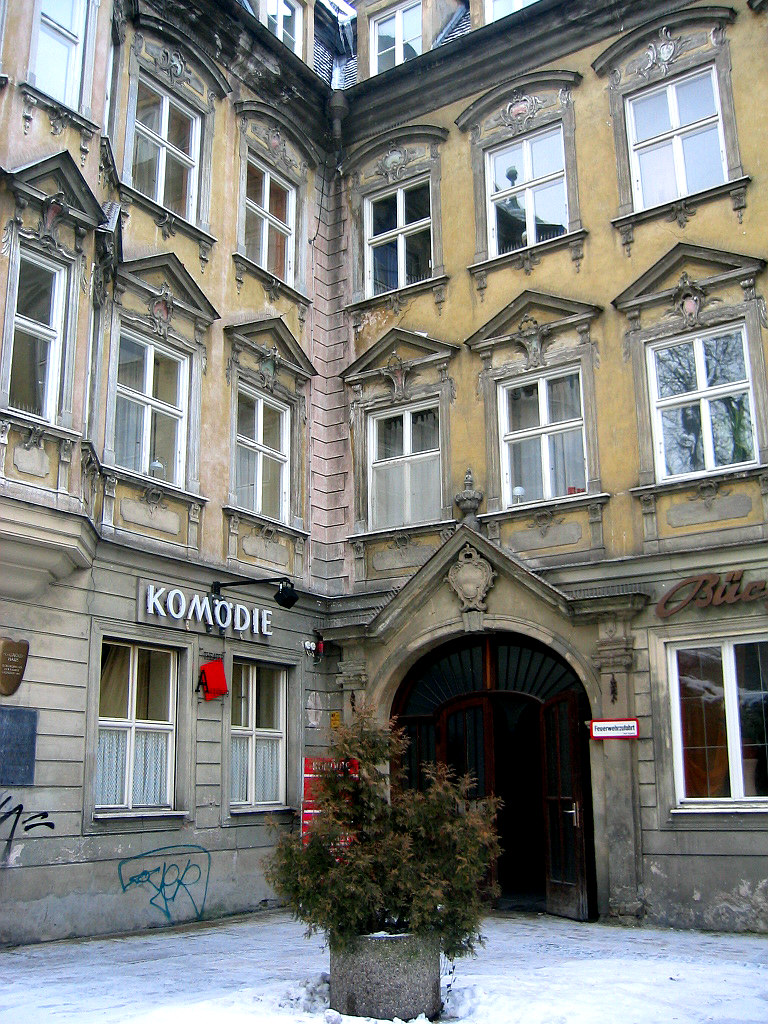
Komödie im Gignoux-Haus

Das Gignoux-Haus im Lechviertel von Augsburg ist ein historisches Gebäude im Stil des Rokoko und wurde in den Jahren 1764/65 von Leonhard Christian Mayer erbaut. Es beherbergte bis Juli 2010 die Komödie, eine Spielstätte des Theaters Augsburg.

## Die Geschichte des Gignoux-Hauses

### Die Kattunmanufaktur
Der heutige Betrachter des reich verzierten Gebäudes am Vorderen Lech mag es kaum glauben, aber das Gignoux-Haus wurde ursprünglich als Fabrik erbaut. Bauherr des repräsentativen Palais am Vorderen Lech war Georg Christoph Gleich, der im November 1760 Anna Barbara Gignoux, die Witwe des Augsburger Kattunfabrikanten Johann Friedrich Gignoux, geheiratet hatte. Gleich beauftragte im Jahre 1764 den Architekten Leonhard Christian Mayer mit der Errichtung eines Manufakturgebäudes im Augsburger Lechviertel. Die für diesen Bau benötigten Kredite überstiegen jedoch Gleichs Leistungsfähigkeit, so dass er im Herbst 1770 seinen Konkurs anzeigen musste. Nach seiner Flucht aus Augsburg durfte seine Frau die Manufaktur im Namen ihrer Kinder aus der ersten Ehe weiterführen. Es gelang ihr schließlich, das später so genannte Gignoux-Haus wieder in ihren Besitz zu bringen.
Leonhard Christian Mayer schuf mit dem Gignoux-Haus ein palaisartiges Schmuckstück im zeittypischen Stil des Rokoko, wobei er mehrere bestehende Gebäude zusammenfasste.
Anders als zeitgleich und später entstandene Fabrikbauten entstand das Gignoux-Haus innerhalb der mittelalterlichen Augsburger Stadtmauern und vereinigte Wohn- und Arbeitsbereich – wie ein althergebrachter Handwerksbetrieb – noch unter einem Dach.
Der heutige Baukörper besteht aus zwei dreigeschossigen, rechtwinklig zueinander stehenden Gebäudeflügeln mit Mansarddach und der historischen Fassade mit Rocaillestuck von Franz Xaver Feichtmeier. Auffällig platziert, am kurzen Gebäudeflügel, befindet sich ein polygonaler Erker. Das korbbogige Torportal wird von ionischen Pilastern flankiert und ist von einem Dreiecksgiebel mit Ziervasen bekrönt.

### Die Komödie
Bereits 1822 war die Gaststätte „Blaues Krügle“ in das Gignoux-Haus eingezogen. Ihr großer Saal diente ab 1945 als Ausweichspielstätte für das kriegszerstörte Große Haus. Nach dessen Wiedereröffnung 1956 nahmen die Städtischen Bühnen Augsburg den regulären Spielbetrieb in den Räumlichkeiten auf, die bald unter dem Namen „Komödie“ bekannt waren. Bis zum 10. Juli 2010 wurde das sanierungsbedürftige Gignoux-Haus als Spielstätte für Schauspiel und Ballett genutzt. Ende Juli zog das Theater dann endgültig aufgrund der gravierenden Baumängel, besonders im Bereich des Brandschutzes, aus dem Gignoux-Haus aus.

## Die Zukunft des Gignoux-Hauses
Die dringend notwendige Sanierung des historischen Gignoux-Hauses wird mehrere Millionen Euro kosten. Nach langer Ungewissheit hat man sich für den Neubau eines Schauspielhauses in unmittelbarer Nähe zum Stadttheater entschieden. Pläne, die Augsburger Stadtbücherei in ein renoviertes und erweitertes Gignoux-Haus umzusiedeln, sind mit dem fertiggestellten Bau der neuen Stadtbücherei auf dem Ernst-Reuter-Platz vom Tisch.